# Basílica do Bom Jesus (Braga)
A Basílica do Bom Jesus localiza-se no Santuário do Bom Jesus do Monte, na freguesia de Tenões, na cidade e município de Braga, distrito de mesmo nome, em Portugal. É um dos primeiros edifícios em estilo neoclássico no país.
A igreja foi elevada à categoria de basílica e a proclamação solene foi feita a 5 de julho de 2015.

## História
Este templo foi projetado pelo arquiteto Carlos Amarante, por encomenda do então Arcebispo de Braga, D. Gaspar de Bragança, para substituir a anterior, erguida por D. Rodrigo de Moura Teles. As suas obras iniciaram-se a 1 de junho de 1784, tendo ficado concluídas em 1811.

## Características
A basílica apresenta planta na forma de uma cruz latina.
A sua fachada é ladeada por duas torres, encimada por um frontão triangular. Aos lados da porta principal, em nichos, entre as colunas de seis metros de altura, encontram-se as estátuas dos profetas Jeremias e Isaías, com inscrições em latim. Ao centro, por cima do grande janelão encontram-se as armas de João VI de Portugal que, em 1822 concedeu ao santuário as mesmas honras e prerrogativas da Misericórdias.
O adro da basílica, também projetado por Amarante, apresenta oito estátuas que representam personagens que intervieram na condenação, paixão e morte de Jesus Cristo.